# کارت گرافیک
کارت گرافیک (به انگلیسی: graphics card) (با نام‌های کارت ویدئو، کارت نمایشگر، آداپتور نمایشگر، آداپتور گرافیک و برد گرافیک شناخته می‌شود) یک کارت توسعه و یک دستگاه ورودی است که تصاویر خروجی را برای نمایشگر تولید می‌کند.
اکثر کارت‌های گرافیک، توابع مختلفی مانند شتاب دهندهٔ رندر صحنه‌های سه‌بعدی و دوبعدی، رمز گشایی کردن MPEG-2/MPEG-4، خروجی تلویزیون یا قابلیت اتصال چند مانیتور را ارائه می‌کنند.
اکثر کارت‌های گرافیک به نمایش ساده صفحه نمایش محدود نمی‌شوند. پردازنده گرافیکی مجتمع (GPU) که هسته کارت گرافیک است، می‌تواند پردازش‌های اضافی را نیز انجام دهد، تا بار محاسباتی اضافه را از پردازنده مرکزی رایانه (CPU) حذف کند. به عنوان مثال، در ابتدا شرکت‌های Nvidia و (AMD (ATi که کارت‌های گرافیکی را تولید می‌کنند، محاسبات نرم‌افزاری OpenGL و DirectX را بر روی سطح سخت‌افزاری کارت گرافیک ارائه می‌دهند تا از میزان اطلاعات پردازشی توسط CPU بکاهند. در اواخر سال‌های ۲۰۱۰ نیز، تمایل به استفاده از قابلیت‌های محاسباتی پردازنده گرافیکی (GPU) برای حل وظایف غیر گرافیکی به وجود آمد.
معمولا کارت گرافیک به شکل یک صفحه مدار چاپی (کارت توسعه) ساخته شده‌است و به شکاف‌های توسعه(ای‌جی‌پی، پی‌سی‌آی اکس‌پرس) متصل می‌شوند. بعضی از آن‌ها با استفاده از محفظه‌های اختصاصی ساخته شده‌اند که از طریق کابل به کامپیوتر متصل می‌شوند.

## کارت گرافیک اختصاصی یا ادغام شده

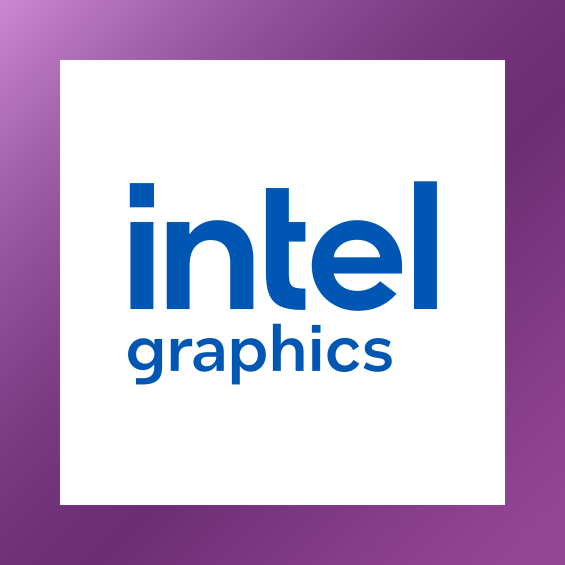
نشان‌واره گرافیک های اینتل

به عنوان یک روش جایگزین برای استفاده از یک کارت گرافیک، می‌توان سخت‌افزار آن را به مادربرد یا واحد پردازنده مرکزی منتقل کرد. به هر دو روش ادغام کردن گرافیک "integrated" می‌گویند. پیاده‌سازی‌های مبتنی بر مادربرد گاهی اوقات به نام "گرافیک on-board " نامیده می‌شود. در حالی که پیاده‌سازی‌های مبتنی بر واحد پردازنده مرکزی "APU" نامیده می‌شوند. تقریباً تمام مادربردهای دسکتاپ با گرافیک ادغام شده اجازه می‌دهد تا تراشه گرافیکی ادغام شده در بایوس غیرفعال شوند. این مادربردها دارای یک اسلات مخصوص کارت گرافیک از نوع PCI یا (PCI Express (PCI-E برای اضافه کردن کارت گرافیک با کارایی بالا به جای گرافیک ادغام شده هستند.
در برخی موارد وقتی کارت گرافیک on-board در مادربورد از کار می‌افتد ما می‌توانیم با اتصال کارت گرافیک اختصاصی به مادربورد مشکل عدم نمایش تصویر را حل کنیم. گاهی اوقات هر دو گرافیک ادغام شده و کارت گرافیک اختصاصی می‌توانند به‌طور همزمان برای نمایش روی مانیتورهای جداگانه استفاده شوند. مزایای اصلی گرافیک ادغام شده شامل هزینه، فشرده سازی، سادگی و مصرف انرژی کم است؛ و ضعف آن عملکرد ضعیف گرافیک ادغام شده‌است زیرا پردازنده گرافیکی منابع سیستم را با CPU به اشتراک می‌گذارد. یک کارت گرافیک اختصاصی حافظه دسترسی تصادفی (VRAM)، سیستم خنک‌کننده مخصوص خود و تنظیم کننده‌های برق اختصاصی با تمام اجزای طراحی شده مخصوص برای پردازش تصاویر ویدئویی دارد. ارتقاء به یک کارت گرافیک اختصاصی از بار محاسبات پردازنده و حافظه مصرفی سیستم (RAM) می‌کاهد، بنابراین پردازش گرافیکی نه تنها سریعتر خواهد بود بلکه عملکرد کلی کامپیوتر نیز بهبود می‌یابد.

## کارکرد به زبان ساده

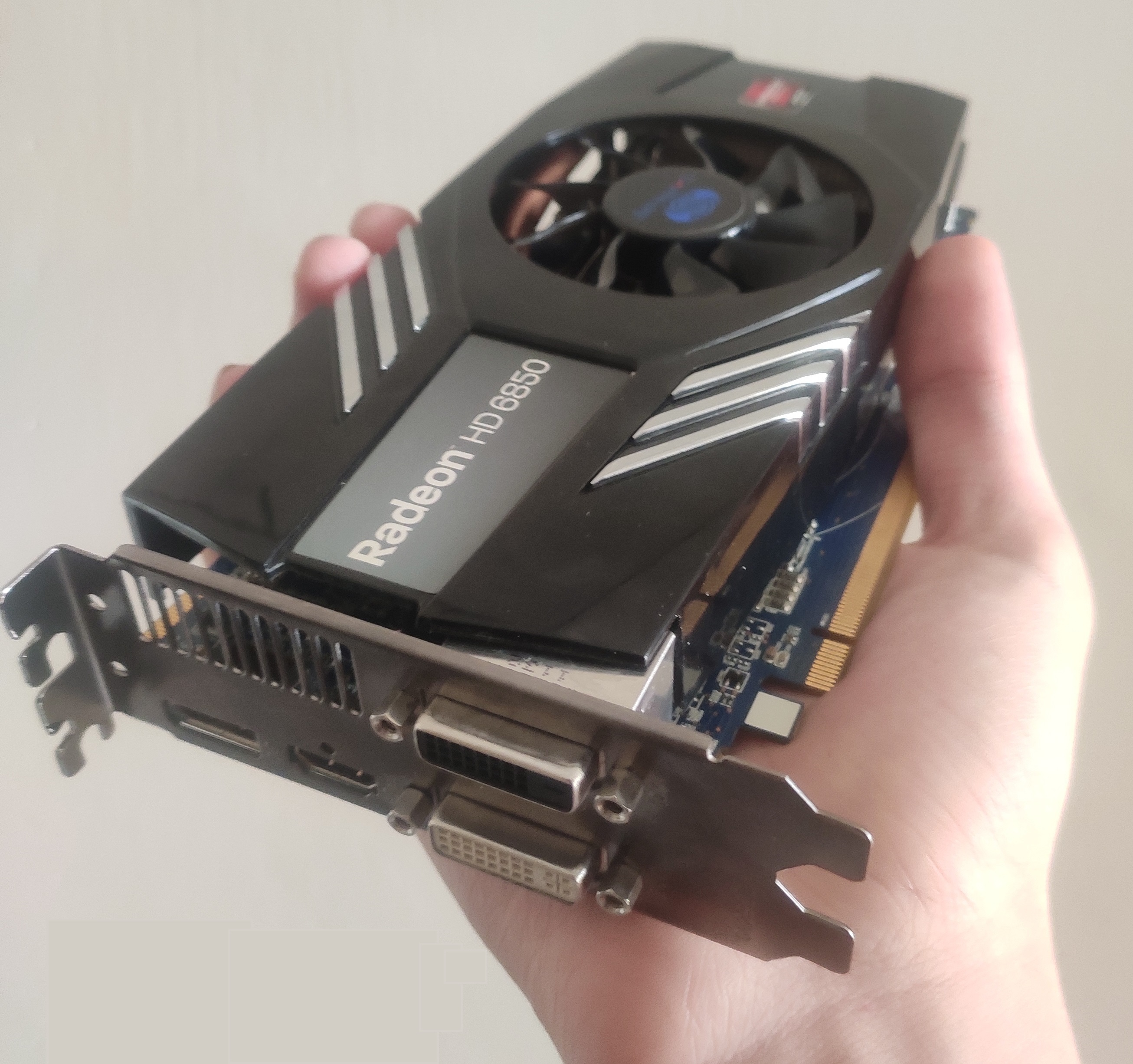
کارت گرافیک سافایر HD 6850

واحد پردازش گرافیکی در پی همبستگی با اپلیکیشن‌های نرم‌افزاری، اطلاعاتی دربارهٔ یک فرتور را به کارت گرافیک می‌فرستد. کارت گرافیک بر پایه اطلاعات دریافت‌شده از پردازشگر، شیوه بکارگیری از پیکسل‌ها برای ساخت یک فرتور را درمی‌یابد. سپس اطلاعات به‌دست‌آمده از برآورد کار را از راه کابل میان خود و نمایشگر به نمایشگر روانه می‌کند.
کارت گرافیک XFX rx580 8gb]]

## ویدئو رم
ویدئو رم Video RAM (VRAM) یک حافظه مخصوص است که کارت گرافیک از آن برای ذخیره‌سازی و دسترسی به داده‌های گرافیکی استفاده می‌کند.

## هسته تنسور
یکی از فناوری‌های اصلی و مدرن در جدیدترین نسل ریزمعماری کارت گرافیک است هسته تنسور یکی از واحدهای پردازش تخصصی است که از زمان معرفی از نسل‌های گذشته بصورت قابل توجهی پیشرفت را در آن می‌توان حس کرد هستهٔ تنسور یکی از جدیدترین ابتکارات شرکت انویدیا در جهان گرافیک مدرن است که در پایه محصولات این شرکت تأثیر بسیار زیادی داشته‌است. در دنیایی امروزه هسته تنسور در فعالیت‌های لپتاپ‌ها و کامپیوترهای شخصی و مرکز دیتاها نقش دارند.
هسته‌های تنسور دارای دو بعد مختلف است:
۱. تنسور تک بعدی (برداری) ۲. تنسور دو بعدی (ماتریسی)
به‌طور خلاصه وار و ساده می‌توان گفت هسته‌های تنسور از قسمت‌های کوچکی تشکیل شده‌اند که برای انجام کار پردازشی سنگین به کارت گرافیک کمک می‌کنند و کار را برای انجام فعالیت آن ساده می‌کنند.

## هستهکودا(CUDA)

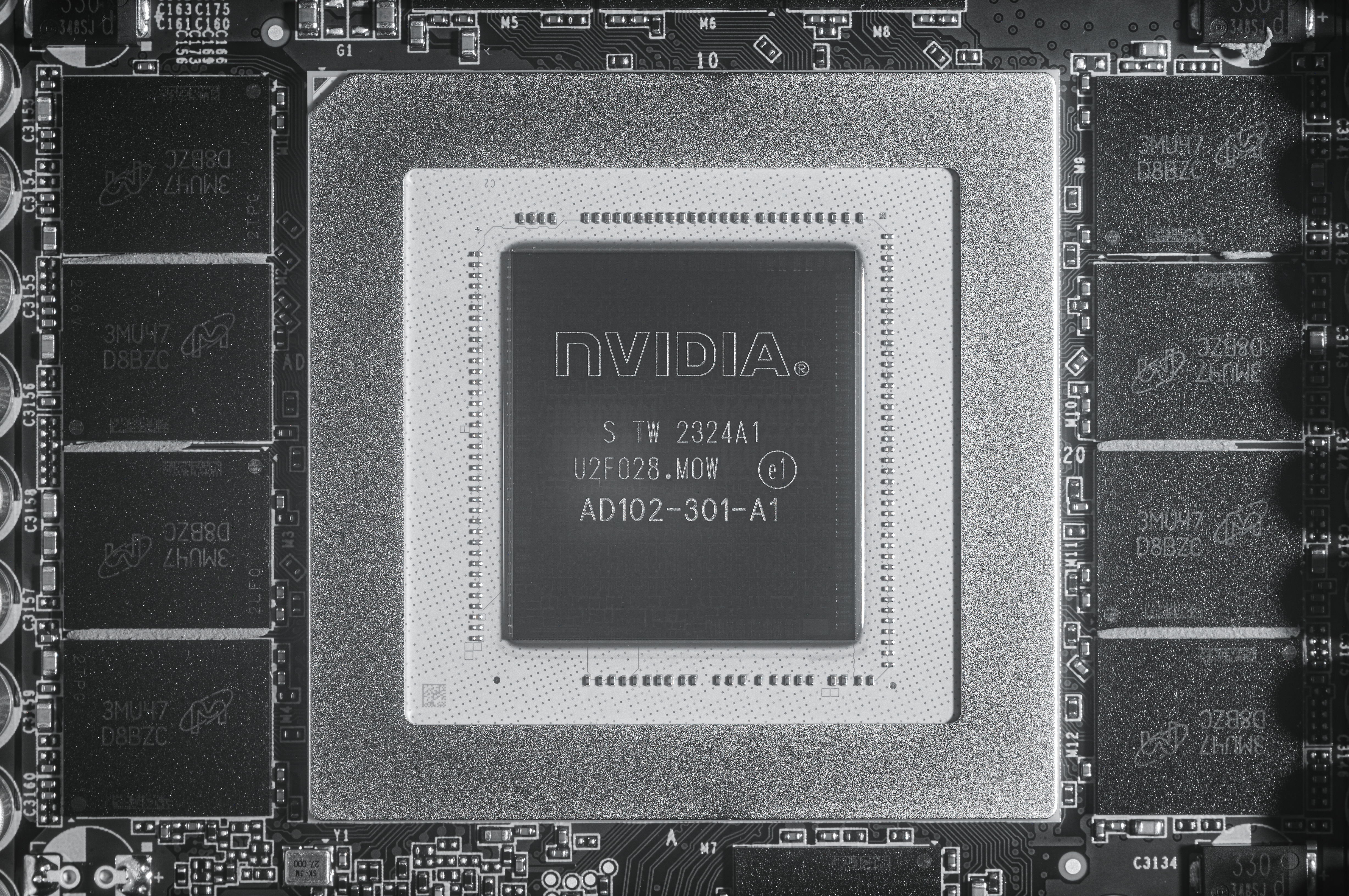
پردازشگر انویدیا در زیر فن و هیت سینک

هسته‌های کودا (CUDA) در کارت گرافیک‌ها یکی از بحث‌برانگیزترین و جزو اجزای مهم و تأثیر گذار بخش اطلاعات فنی کارت‌های گرافیک شرکت انویدیا به‌شمار می‌رود
هستهٔ کودا چیزی شبیه کارت گرافیک است که مسئولیت پردازش تصاویر را بر عهده دارد با مقدار اندکی تفاوت دارای پیچیدگی معماری کمتری است اما در مقدار گسترده‌تری در کارت گرافیک قرار می‌گیرد ب طور طبیعی پردازنده‌های معمولی دارای ۲ الی ۱۶ هسته است اما این تعداد در هسته‌های کودا به عدد ۱۰۰ تا می‌رسد که عدد قابل توجهی برای یک هسته کارت گرافیک است
امروزه هسته‌های کارت‌های گرافیک مدرن و جدید به هزار یا بیشتر از آن می‌رسد که عدده بی نظیری محسوب می‌شود.

### پردازش موازی
کارهسته کودا این است که در انجام کار بصورت موازی عمل می‌کنند در صورتی که دارای دو یا چهار یا هشت هسته باشد و زمانی که پردازش بصورت جداگانه در هسته‌های متفاوت انجام می‌شود قسمت‌های مختلف تأثیر بسزایی در اجرای بازی مختلف دارد بصورتی که توانایی اجرای آنها را به نحوه چشمگیری افزایش دهد مخصوصاً در اجرا و پردازش بازی مختلف کامپیوتری شخصیت‌های داستانی و ….. بصورت مجزا در هستهٔ آن اجرا و به نمایش دراورده می‌شود تا فعالیتی که فرد به آن مشغول است به نحوه بهتری انجام شود.

## GDDR SDRAM
در حافظه‌های GDDR تراشه‌های حافظه و پردازندهٔ گرافیکی هر دو به یک PCB (برد مدار چاپی یا Substrate) متصل شده‌است و مسیرهای ارتباطی نازکی با تعداد مشخص (کانکشن‌ها) از هر تراشه به GPU رفته و باعث ایجاد ارتباط میان پردازنده و حافظهٔ گرافیکی می‌شود.

## HBM
حافظه با پهنای باند بالا high-bandwidth memory که به اختصار HBM خوانده می‌شود. HBM فناوری تولید شده توسط AMD که چندین سال قبل ابداع و به ایده نابی برای حافظه‌های ویدئویی مبدل گشت. HBM هفت برتری نسبت به تراشه‌های GDDR5 و البته نقاط ضعفی نیز دارد. اما مهم‌ترین نقطه قوت آن پهنای باند بالا است.

## DLSS
DLSS در لغت مخففی از عبارتِ Deep Learning Super Sampling به مفهومِ نمونه برداریِ تصاویر با کمکِ یادگیریِ عمیق در واحدِ هوش مصنوعی است.

## SLI
لینک رابط مقیاس پذیر Scalable Link Interface به اختصار SLI، یک قابلیت و تکنولوژی‌ای است که در اختیار شرکت انویدیا (NVidia) بوده و توسط آن می‌توان چندین کارت گرافیک با واحد پردازنده گرافیکی (GPU) یکسان را به یکدیگر وصل کرد و از قدرت پردازشی همه آن‌ها بصورت یک خروجی واحد بهره برد.

## کراس فایر
کراس فایر نام یک فناوری معرفی شده توسط شرکت کانادایی ATI می‌باشد که توسط این فناوری امکان استفادهٔ هم‌زمان از چند کارت گرافیکی توسط یک مادربرد به کاربران داده می‌شود. به واسطهٔ این فناوری، یک چیپست کنترل‌کننده بر روی برد اصلی نصب می‌شود و وظیفهٔ کنترل کانال‌های واسطه و ادغام اطلاعات آن‌ها برای نمایش بر روی صفحهٔ نمایشگر بر عهدهٔ این چیپست می‌باشد.

### کاربرد آن در گیمینگ
از کاربردهای این تکنولوژی می‌توان به ادغام و پردازش موازی و همزمان ۲ کارت گرافیک اشاره کرد و از موفق‌ترین کارت گرافیک‌های این عرصه کراس فایر می‌توان به کارت گرافیک xfx rx580 ساخت شرکت تایوانی ایکس اف ایکس اشاره کرد. این کارت گرافیک با آنکه قدیمی شده هنوز هم در سال 2023 مخصوصا در ایران ارزش خرید بالایی دارد.

## هش ریت

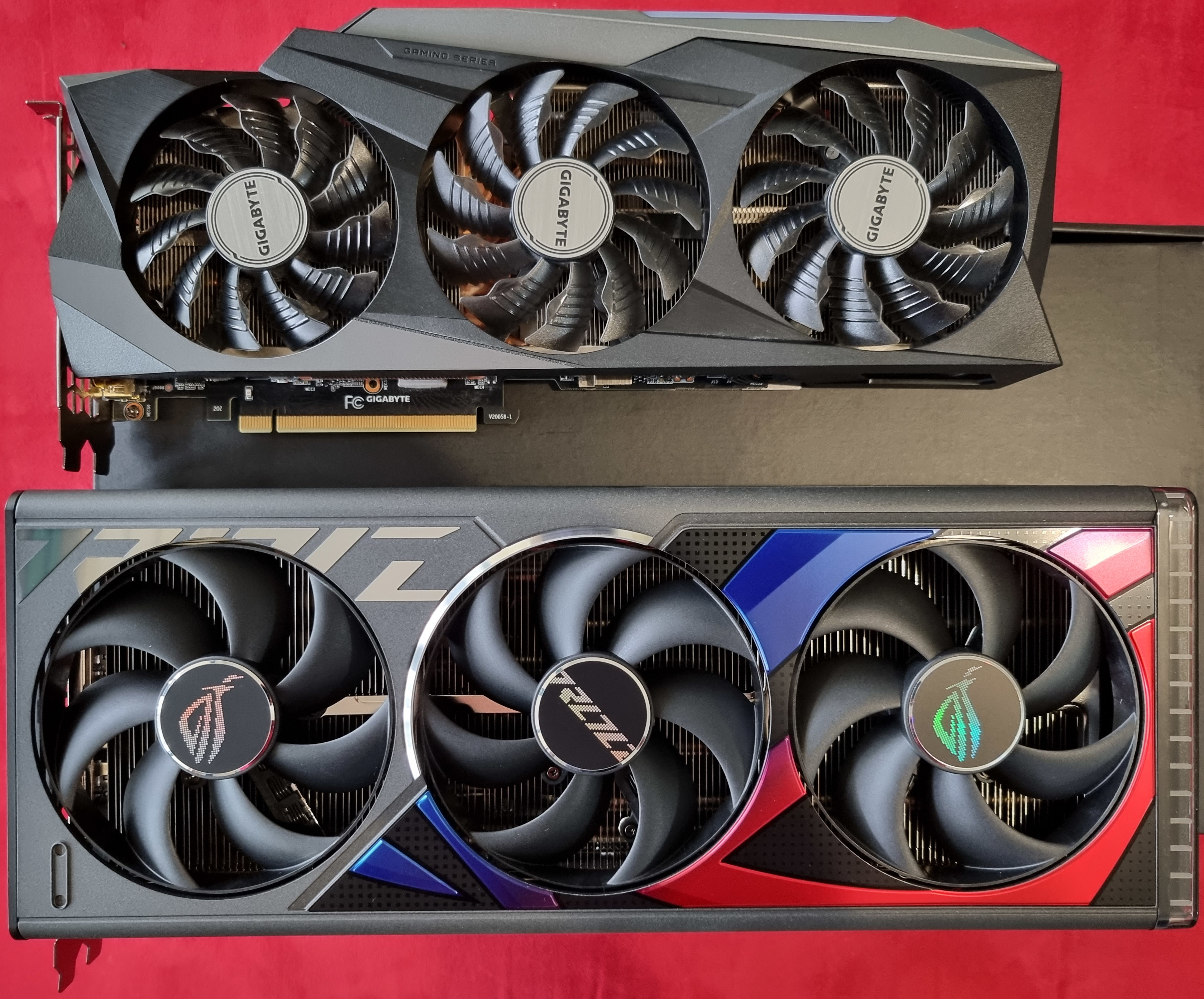
مقایسه اندازه کارت‌های گرافیک

هش ریت» یا قدرت هش (Hashrate) به میزان سرعتی گفته می‌شود که «استخراج‌کننده» (Miner) در آن بازه، موفق به حل معمای هش شده و پاداش دریافت می‌کند. در شبکهٔ بیت کوین، هش ریت سرعت اتمام عملیات محاسباتی در کد بیت کوین را نشان می‌دهد.
هش ریت سرعت عملکرد دستگاه استخراج را نشان می‌دهد. به‌طور کلی ماین کردن ارزهای دیجیتال شامل پیدا کردن بلاک‌ها از طریق حل محاسبات پیچیده‌است، هرکدام از این بلاک‌ها شبیه به یک پازل ریاضی است و دستگاه‌های ماین در هر ثانیه میلیون‌ها بار حدس مختلف می‌زنند تا جواب صحیح را برای هر بلاک پیدا کنند.
در پروسهٔ استخراج، احتمال رسیدن به هدف مورد نظر که با صفرهای زیادی شروع می‌شود، بسیار کم خواهد بود. به همین دلیل ماینرها مدام حدسیات خود را تغییر می‌دهند تا بالاخره به عدد هدف برسند. این تکرار تغییر دادن حدس‌های زده‌شده در ثانیه را قدرت هش دستگاه ماین می‌گویند که هرچه یک دستگاه در در یک ثانیه تعداد بیشتری حدس بزند، قوی‌تر عمل می‌کند و قدرت هش آن نیز بیشتر خواهد بود.
برای استخراج یک بلاک و دریافت جایزهٔ آن، نرخی که توسط دستگاه ماین حدس زده می‌شود، برای موفقیت‌آمیز بودن باید برابر یا کمتر از هدف مورد نظر باشد. بدین معنی که اگر عدد به دست آمده بیشتر از عدد هدف باشد، کاربر جایزه‌ای دریافت نخواهید کرد. با تغییر درجهٔ سختی، هدف نیز عوض خواهد شد یعنی هرچقدر درجهٔ سختی استخراج بالاتر باشد، پیدا کردن عدد مورد نظر سخت‌تر و پیچیده‌تر خواهد بود. برای اینکه بتوان به هش مورد نظر رسید، ماینر باید بعضی از هدرهای بلاک که نانس (Nonce) نام دارند را نیز تغییر دهد. هر کدام از نانس‌ها با یک صفر شروع شده و به منظور رسیدن به هش یا هدف مورد نظر افزایش پیدا می‌کنند. نانس همان عددی است که ماینرهای بلاک چین باید به منظور حل کردن رمزنگاری بلاک‌ها، آن را پیدا کنند.
هَشینگ» (Hashing) به فرآیندی گفته می‌شود که طی آن کامپیوتر ورودی‌هایی چند رقمی از هر نوع (مثلاً حروف، اعداد و نماها) را می‌گیرد و با به‌کارگیری یک فرمول ریاضی آن را خرد و مخلوط می‌کند که در انتها یک خروجی با اندازه‌ای مشخص تولید خواهد شد. در دنیای آشپزی هشینگ به معنای خرد و مخلوط کردن غذا است. «تابع هش» (Hash Function) که به آن «تابع درهمساز» نیز می‌گویند دقیقاً همین کار را می‌کند؛ این تابع، یک ورودی دریافت کرده و خروجی متفاوتی را تحویل می‌دهد. برای مثال یک تابع هش می‌تواند کلمهٔ «سلام» را دریافت کرده و به عنوان خروجی عبارت زیر را تحویل دهد:
bda1fa48345336618741fd2c4bc02409eb098c49a9b02fb5056401b5c4dc2e5
به این خروجی که توسط تابع هش تولید می‌شود، «هش» گفته می‌شود و این فرایند که تابع هش طی آن هش جدیدی می‌سازد هشینگ نام‌گذاری شده‌است. تقریباً می‌توان از هر محتوای دیجیتالی مانند یک سند، تصویر، آهنگ یا هرچیز دیگری، هش ایجاد کرد.
برای هشینگ تنها از یک فرمول ریاضی استفاده نمی‌شود و تعداد زیاد فرمول ریاضی متفاوت برای تولید هش وجود دارد. همچنین لازم نیست که حتماً هش‌ها مانند مثال قبل، عددی طولانی باشند ولی برخی از توابع هش، هش‌های بسیار طولانی تولید می‌کنند؛ مثلاً، SHA3–512 Secure Hash Algorithm 3 یک هش با ۱۲۸ کاراکتر ایجاد می‌کند. هر تابع هش ورودی‌ها را خرد و به روش‌های مختلف مخلوط می‌کند که در نتیجه خروجی‌های متفاوتی ایجاد خواهد شد.
در دنیای رمز ارزها هرکسی می‌تواند با استفاده از علم ریاضی برای خود تابع هش بسازد. انواع متفاوتی از تابع هش وجود دارد که می‌توان آن را با استفاده از روش‌هایی گوناگون ساخت. در اینجا ما نحوهٔ عملکرد تابع هش SHA-256 را توضیح می‌دهیم چرا که پرکاربردترین تابع هش در دنیا بهشمار می‌رود. SHA-256 عضو توابع هش رمزنگاری است که برای استخراج بیت کوین به‌کار برده می‌شود. در استخراج بیت کوین از این هش به عنوان الگوی «اثبات کار» (Proof of Work) استفاده می‌شود

## نوسان‌ساز کریستال
نوعی نوسان‌ساز الکترونیکی است که از قانون تشدید (Resonance) و اثر پیزوالکتریک (Piezoelectric) در کریستال کُوارتز استفاده می‌کند. این نوسان‌ساز برای زمان‌بندی (Timing) و تولید سیگنال ساعت (Clock signal) در مدارهای الکترونیک استفاده می‌شود.